# Okres Hnězdno
Okres Hnězdno (Gniezno; polsky Powiat gnieźnieński) je okres v polském Velkopolském vojvodství. Rozlohu má 1254,34 km² a v roce 2019 zde žilo 145 418 obyvatel. Sídlem správy okresu je město Hnězdno.

## Gminy
Městská:
- Hnězdno

Městsko-vesnické:
- Czerniejewo
- Kłecko
- Trzemeszno
- Witkowo

Vesnické:
- Hnězdno
- Kiszkowo
- Łubowo
- Mieleszyn
- Niechanowo

## Města
- Czerniejewo
- Hnězdno
- Kłecko
- Trzemeszno
- Witkowo

## Sousední okresy
| Růžice kompasu | Wągrowiec | Żnin          | Mogilno         | Růžice kompasu |
| Růžice kompasu | Poznaň    | Sever         | Mogilno, Słupca | Růžice kompasu |
| Růžice kompasu | Poznaň    | Okres Hnězdno | Mogilno, Słupca | Růžice kompasu |
| Růžice kompasu | Poznaň    | Jih           | Mogilno, Słupca | Růžice kompasu |
| Růžice kompasu | Poznaň    | Września      | Słupca          | Růžice kompasu |